# Enif
Enif (aus arabisch أنف, DMG anf ‚Nase (des Pferdes)‘) ist die Bezeichnung von ε Pegasi (Epsilon Pegasi), des hellsten Sterns im Sternbild Pegasus. Enif hat eine scheinbare Helligkeit von +2,38 mag. Er ist ein orangeroter Überriese vom Spektraltyp K2 und ca. 700 Lichtjahre entfernt. In wenigen Millionen Jahren dürfte er als massereicher Weißer Zwerg enden oder – falls er für diesen Evolutionsweg gerade etwas zu viel Masse besitzt – als Supernova explodieren. Enif ist ein Irregulärer Veränderlicher, dessen Helligkeit manchmal durch enorme Eruptionen (Flares) deutlich zunimmt. 1972 zeigte der Stern einen Helligkeitsausbruch, wobei er mit 0,70m auffallend hell wurde. Enif ist ein Dreifachstern.
Er besitzt zwei Begleiter: in 82″ Distanz einen +11,5 mag hellen und in 143″ Distanz einen +8,5 mag hellen Stern.